# Stolne
Stolne (ukrainisch Стольне; russisch Стольное Stolnoje) ist ein Dorf in der ukrainischen Oblast Tschernihiw mit etwa 1395 Einwohnern.

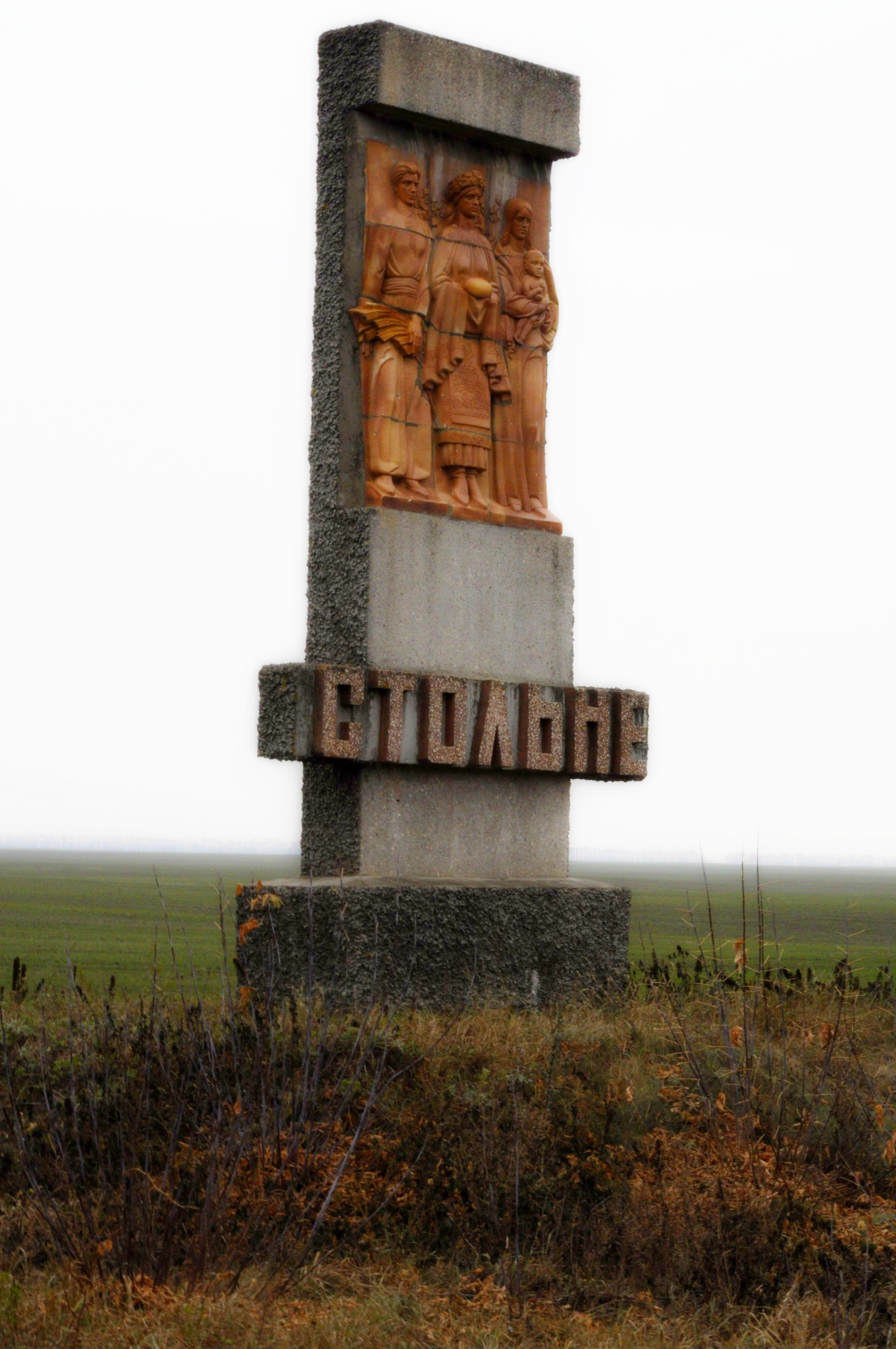
Ortseingang Stolne

## Geografische Lage
Die Ortschaft liegt in Polesien auf einer Höhe von 124 m am Ufer der Dumnyzja (Думниця), einem Nebenfluss der Desna.
Es befindet sich 25 km westlich vom Gemeinde- und ehemaligen Rajonzentrum Mena und 53 km östlich vom Oblastzentrum Tschernihiw. Durch das Dorf verläuft die Territorialstraße T–25–34, die nach 7 km in nördliche Richtung auf die Regionalstraße P–12 von Tschernihiw nach Nowhorod-Siwerskyj trifft.

## Geschichte

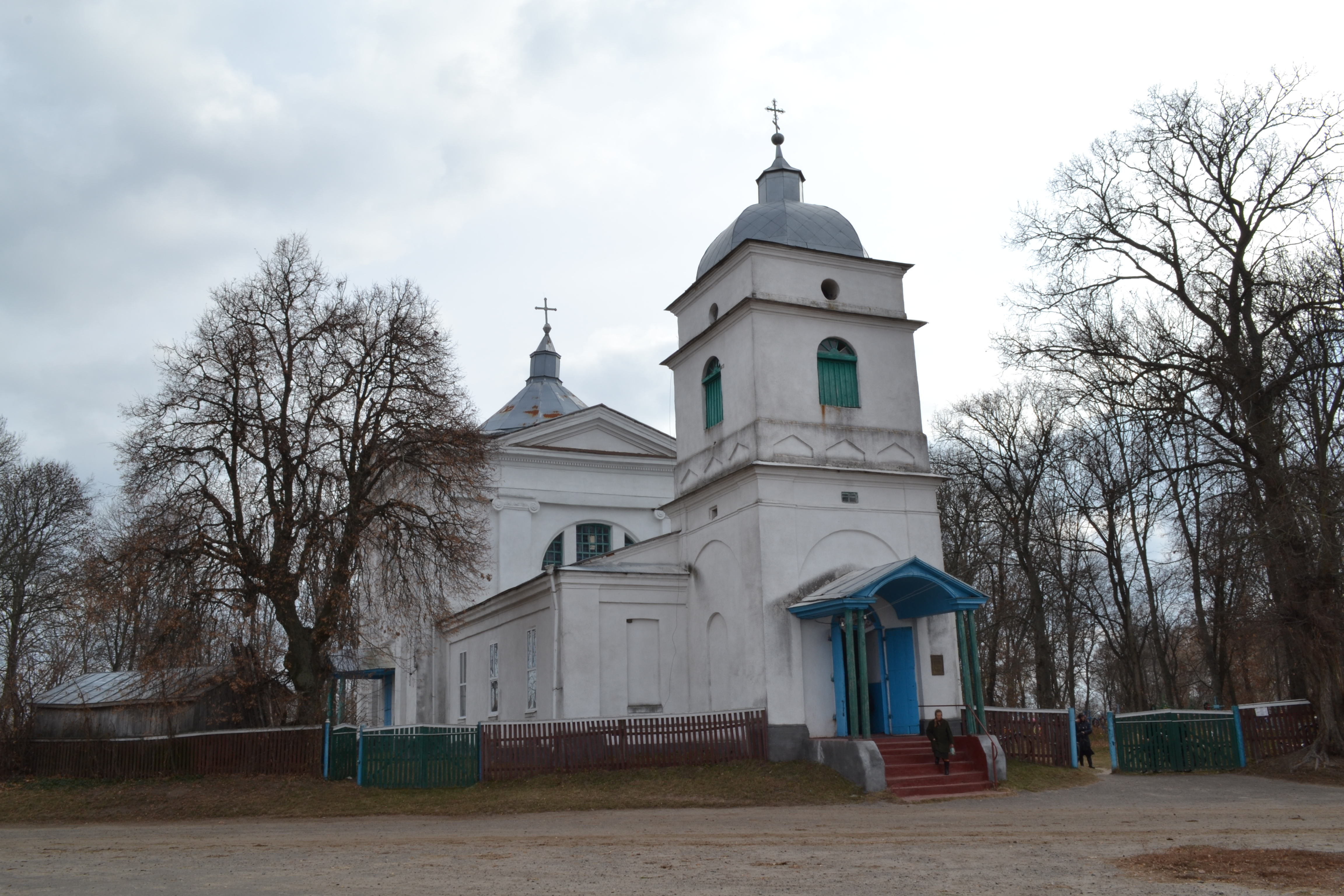
St.-Andreas-Kirche im Dorf

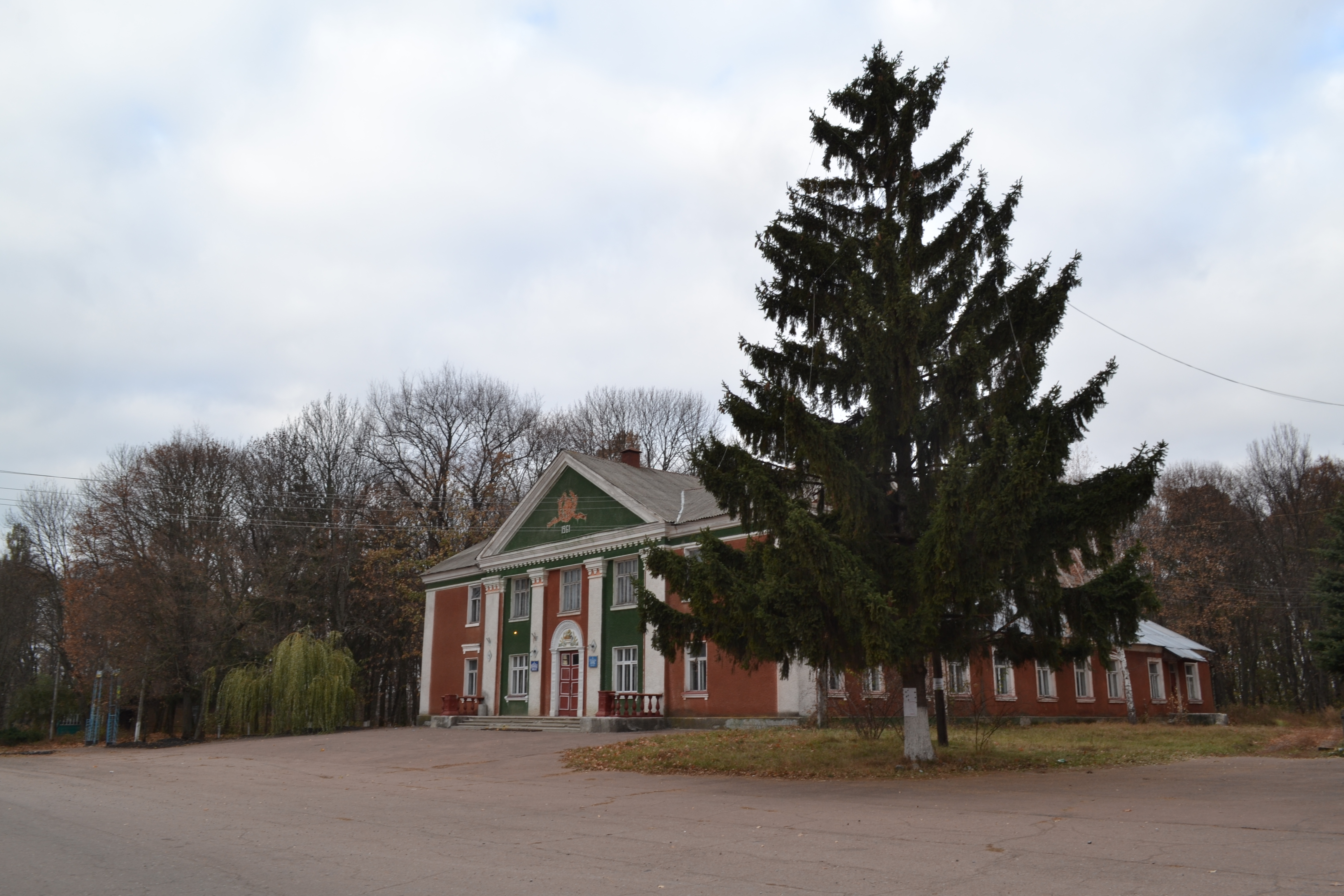
Kulturpalast von Stolne

Das seit dem 11. Jahrhundert im Fürstentum Tschernigow bestehende Dorf (eine weitere Quelle nennt das Jahr 800) wurde 1239 während der mongolischen Invasion der Rus zerstört und erst im 14. Jahrhundert im Großfürstentum Litauen erneut besiedelt. 1503 fiel es an Russland und 1618 kam es an die Adelsrepublik Polen-Litauen. Im Juni 1648 wurde es Bestandteil des ukrainischen Hetmanats und nach dessen Auflösung wurde es 1782 Teil des Gouvernements Nowhorod-Siwerskyj, 1796 der kleinrussischen Provinz und 1802 des Gouvernements Tschernigow.
Die russische Kaiserin Anna übergab 1740 Stolne, das zu dieser Zeit bereits eine Stadt war, an Andrej Jakowlewitsch Besborodko (1711–1780). Dessen Sohn Alexander Andrejewitsch Besborodko ließ sich vom Architekten Giacomo Quarenghi einen Palast erbauen, der später von den Bolschewiki geplündert und zerstört wurde. Auf dessen Gelände befindet sich heute ein unter Naturschutz stehender Park. Die 1782 über dem Grab von Andrej Jakowlewitsch Besborodko im Stil des Klassizismus erbaute St.-Andreas-Kirche ist, in restaurierter Form, bis heute erhalten.
1861 hatte die Ortschaft 478 Bauernhöfe mit insgesamt 3805 Einwohnern. Im Dorf wurde  1895 römische Münzen aus dem 2. Jahrhundert gefunden. Im 20. Jahrhundert wurde das Dorf Bestandteil der Ukrainischen SSR innerhalb der Sowjetunion. Vom 5. September 1941 bis zum 19. September 1943 war Stolne von der Wehrmacht besetzt. 1960 wurde ein Dorfmuseum eröffnet, das 1968 den Namen Volksmuseum erhielt und unter anderem eine numismatische und eine ethnografische Sammlung enthält. Nach dem Zerfall der Sowjetunion wurde Stolne Teil der unabhängigen Ukraine.
Am 25. Dezember 2016 wurde das Dorf ein Teil der neugegründeten Stadtgemeinde Mena, bis dahin bildete es zusammen mit dem Dorf Dmytriwka (Дмитрівка), Lasariwka (Лазарівка) und Tschornohorzi (Чорногорці) die gleichnamige Landratsgemeinde Stolne (Стольненська сільська рада/Stolnenska silska rada) im Zentrum des Rajons Mena.
Am 17. Juli 2020 kam es im Zuge einer großen Rajonsreform zum Anschluss des Rajonsgebietes an den Rajon Korjukiwka.